# ブロンズの天使
『ブロンズの天使』（ブロンズのてんし）は、さいとうちほによる日本の少女漫画。『月刊フラワーズ』（小学館）で連載された。単行本は全7巻、文庫判は全5巻。2008年には、『月刊フラワーズ』増刊の『凛花』で番外編「1812」と「1830」（共に前後編）が掲載され、『ブロンズの天使 外伝』として刊行された。

## あらすじ
舞台は19世紀帝政ロシア、ロマノフ王朝。天才詩人と謳われたプーシキンは、社交界デビューしたばかりの若く美しい少女・ナターリアに恋をした。ナターリアは、没落貴族となってしまった一家の再興を望む母親の期待を背負っており、貧乏詩人・プーシキンの求愛を受けるわけにはいかないと考え最初は拒絶する。が、その情熱的でどこか強引なプーシキンに戸惑いながらも少しずつ惹かれていく。ナターリアの母の反対も乗り越え、2人は徐々に愛を深めていく。
しかし、プーシキンの作品は、帝政下のロシアでは政治的に危険視され、皇帝からも目をつけられ、厳しい検閲を受けては出版停止を繰り返される日々が続く。
そんな中、フランスの兵隊だったジョルジュ・ダンテスがロシアの社交界にやってくる。金髪碧眼の美青年だったダンテスは、たちまち貴婦人たちにモテモテに。ナターリアの姉・エカテリーナもまたダンテスに想いを寄せるようになる。
ナターリアは、今まで迷惑をかけてきた姉のためにとダンテスに近づく。ところが、ダンテスはナターリアに想いを寄せるようになった。ナターリアも初めはダンテスの求愛を拒絶していたが、次第にダンテスのことを愛するようになり、やがて2人は愛し合うようなる。
家族のことを思い、ダンテスの激しい求愛を避けるようになるナターリア。しかしその恋心はやがてプーシキンの知るところとなり、美男美女の2人の恋は社交界の注目の的となる。そしてプーシキンはついにダンテスに決闘を申し込む。ダンテスがエカテリーナとの結婚を選ぶことで決闘の件は一度は白紙に戻る。
しかし結婚後もナターリアのことを諦めきれないダンテス。エカテリーナの結婚式でダンテスを想い、涙を流すナターリア。未だに想い合う2人を見たプーシキンは、再びダンテスに決闘を申し込む。2人の運命は……!?

## 登場人物

### 主要人物
ナターリア
主人公。ゴンチャロフ家の三女。16歳。三姉妹の中で最も美しい。
16歳で社交界デビュー、18歳で本当の恋を知らぬままプーシキンと婚約、結婚。プーシキンとの間に4児をもうける。
姉･エカテリーナの恋を成就させようとダンテスに近づくが、自身が恋に落ちてしまう。
アレクサンドル・プーシキン
詩人。ナターリアに一目惚れし、求婚。愛称はサーシャ。曽祖父がエチオピア人で、自身も赤銅色の肌を持つ。
ナターリアがダンテスに恋をしていることに苦悩し、ダンテスに決闘を申し込む。
ジョルジュ・ダンテス
21歳。金髪碧眼の美青年。フランスの7月革命で、シャルル10世側につき敗北。出世の野心を抱き、ロシアへ亡命。近衛騎兵隊・少尉に任命される。
外見とは裏腹なナターリアの未熟さに惹かれ、慕うようになる。エカテリーナと結婚した後もナターリアを忘れられず、プーシキンの決闘を受ける。決闘後は国外追放となり、エカテリーナを連れフランスへ帰る。

### ゴンチャロフ家
ナターリアが2歳の時、主である父親が落馬事故で負傷。農奴を2000人抱える貴族だったが、領地経営が上手く行かず次第に落ちぶれていく。
エカテリーナ
ナターリアの姉。19歳。長女。母親曰く「ごつくて、ほうきの柄みたいな」体つきをしている。ダンテスに恋をし、後に結婚する。
アレクサンドラ
ナターリアの姉。17歳。次女。母親曰く「つぶれたパンみたいな」顔をしている。プーシキンに想いを寄せるようになる。
セルゲイ
ナターリアの弟。12歳。三男。義兄となったプーシキンを慕う。
母親
ナターリアの結婚で燃え尽きて田舎へ。しかし田舎暮らしが性に合わず、酒びたりの生活となる。かつては宮廷で女官をしており、「宮廷一の美女」と謳われたこともある。
ドミトリイ
ナターリアの兄。長男(?)。
ザグリャージスカヤ
ナターリアたちの伯母。宮廷で女官をしている。

### プーシキン家
マリア
プーシキン夫妻の第一子。愛称はマーシカ。プーシキン似で赤銅色の肌を持つ。
アレクサンドル
プーシキン夫妻の第二子。愛称はサーシカ。マーシカとは年子。
グレゴーリイ
プーシキン夫妻の第三子。愛称はグリーシカ。
ナターリア
プーシキン夫妻の第四子。愛称はナターシカ。
ポーリャ、ソフィ、ルーシャ、ターニャ、ニキータ
子守や従僕、プーシキン家のお手伝いさんたち。

### 友人関係
デリヴィグ
プーシキンの幼なじみで親友。「文学新聞」を主宰するが、プーシキンの挙式直前に発行内容に問題があるとされ、拷問を受ける。その後風邪をこじらせて死亡する。
ヴャーゼムスキイ
プーシキンの友人。詩人で、評論家。
ヴェーラ・ヴャーゼムスカヤ
ヴャーゼムスキイの妻。ダンテスとの恋に悩むナターリアの相談に乗る。
ゴーゴリ
デリヴィグに才能を見出され、プーシキンを訪ねサンクトペテルブルクへ。プーシキンにも評価され、親交を深めていく。「トリ」のような男と、形容される。
ジュコフスキイ
昔からプーシキンの面倒を見てくれる。詩人。皇帝一家の家庭教師を務める。
イダリヤ・ポーレチカ
ナターリアの遠縁の従姉妹。ダンテスとナターリアの間を取り持つ。実際はベンケンドルフに頼まれてのことだった。

### その他
ニコライ1世
皇帝。プーシキンより3歳年上。ナターリアに興味を持つ。
アレクサンドラ
皇帝の妻。皇后。愛称はムフィー。
ベンケンドルフ
皇帝直属の秘密警察長官。プーシキンの作品だけに限らず手紙なども検閲する。
ファン・ヘッケルン
オランダ大使。男色家。ダンテスの後見役を務め、後に養子にする。

## 書誌情報
さいとうちほ 『ブロンズの天使』
| - 【単行本】 小学館〈フラワーコミックス〉 全7巻 1. 2004年07月26日発売、ISBN 4-09-130040-5 2. 2004年12月20日発売、ISBN 4-09-130068-5 3. 2005年07月26日発売、ISBN 4-09-130154-1 4. 2005年10月26日発売、ISBN 4-09-130234-3 5. 2006年03月24日発売、ISBN 4-09-130363-3 6. 2006年09月26日発売、ISBN 4-09-130600-4 7. 2007年02月26日発売、ISBN 978-4-09-130860-3 | - 【文庫判】 小学館〈小学館文庫〉 全5巻 1. 2011年1月15日発売、ISBN 978-4-09-191245-9 2. 2011年1月15日発売、ISBN 978-4-09-191246-6 3. 2011年2月15日発売、ISBN 978-4-09-191246-6 4. 2011年2月15日発売、ISBN 978-4-09-191248-0 5. 2011年3月15日発売、ISBN 978-4-09-191249-7 |

さいとうちほ 『ブロンズの天使 外伝』 小学館〈フラワーコミックスα〉 全1巻
1. 2009年1月9日発売、ISBN 978-4-09-132264-7